# Зоран Вулич
Зоран Вулич (хорв. Zoran Vulić; 4 жовтня 1961, Спліт, Югославія) — хорватський футболіст, захисник.
Вихованець футбольної школи «Хайдук» (Спліт). Виступав за «Хайдук» (Спліт) (1979—1988, 1993—1995), «Мальорка» (1988—1991), «Нант» (1991—1993).
У складі національної збірної Югославії (1986—1991) провів 25 матчів, забив 1 гол; учасник чемпіонату світу 1990 (4 матчі). У складі національної збірної Хорватії (1992) провів 3 матчі.
Очолював «Хайдук» (Спліт) (1998, 2000—2001, 2002—2004, 2006—2007), «Промінь-Енергія» (Владивосток) (2008), «Рієка» (2009), «Істра 1961» (2010—2011).

## Досягнення
Гравець
- Володар Кубка Югославії: (1983–1984, 1986–1987)
- Чемпіон Хорватії: 1993-94, 1994-95
- Володар Кубка Хорватії: 1994–1995

Тренер
- Чемпіон Хорватії: 2000-01
- Володар Кубка Хорватії: 2002–03
- Чемпіон Молдови: 2015-16